# Fritz Alberti
Fritz Alberti född 22 oktober 1877 i Hanau, död september 1954 i Berlin, tysk skådespelare.

## Filmografi (urval)
- 1931 – Bröderna Karamazov
- 1934 – Storhertigens finanser
- 1928 – Hans Kungl. Höghet shinglar